# 菲律賓海海戰
菲律賓海海戰（英語：Battle of the Philippine Sea） ，日本則稱為馬里亞納海戰（日語：マリアナ沖海戦）是第二次世界大戰中太平洋戰場上美国海军与日本海军间的一次海戰，海戰進行的時間從1944年6月19日持續至6月20日，战场在馬里亞納群島塞班島附近海域。這是世界歷史上規模最大的航空母艦對決，包含24艘航母，部署了約1,350架艦載機。
1942年下半到1943年上半，盟軍藉由中途島海戰和瓜達爾卡納爾島戰役的勝利，太平洋戰場日軍轉入守勢，美國太平洋艦隊總司令切斯特·威廉·尼米兹海軍上將在中太平洋展開攻勢，著名的道格拉斯·麥克阿瑟陸軍上將自澳大利亞向印尼、菲律賓發動跳島作戰，1944年上半兩條戰線正在推進，美軍一反奪得主動，看起來已擺出反擊姿態。
為了進一步削弱日本的工業力，盟軍需要佔領地位重要、位處日本「絕對國防圈」上的馬里亞納群島做為B-29戰略轟炸機基地，尼米茲派出手中的得力戰將、中途島戰役的英雄斯普鲁恩斯中將執行攻佔馬里亞納的任務，其手上握有第五艦隊15艘航空母艦的重兵，6月15日在塞班島成功登陸，由於進展似乎很順利，斯普鲁恩斯原訂18日攻佔關島，但在塞班島上的頑固抵抗和此次海上戰役讓他被迫推遲收復關島直到8月左右。另一方面，在此戰役前日本總部也意識到美軍的企圖，豐田副武接替殉職的古賀峰一成為聯合艦隊總司令後，於5月20日發起「阿」號作戰（あ号作戦），希望在美軍攻擊馬里亞那之際，由小澤治三郎中將帶領的9艘航空母艦組成的機動部隊可以對美軍第五艦隊進行致命打擊，阻斷美國的反攻。
海戰結果是日軍損失三艘航空母艦、378架飛機。此戰役影響甚大，日本喪失西太平洋制海權，艦隊主力航空母艦損失慘重，艦載機消耗殆盡，使之無法在4個月後的史上最大海戰雷伊泰灣海戰派出飛機支援艦隊，使日本海軍最終被擊敗，美軍則大獲全勝，只有少數艦隻輕傷，並得以在海上包圍之下支援登島作戰，在持續攻擊下美軍殲滅了日軍的駐島部隊獲得慘勝，美軍鞏固了塞班的登陸後，接下來2個月逐步將馬里亞納各島佔領，包含後來收復關島，也有了直接以B-29轟炸日本本土的實力，同時與麥克阿瑟的戰線形成夾擊菲律賓群島的態勢。
马里亚纳海战的落敗标志着日本的绝对国防圈已經不复存在，日本內閣總理大臣東條英機在此后下台。

## 戰略背景
1944年上半，尼米茲與麥克阿瑟的海陸部隊不斷逼近日本本土，麥克阿瑟部隊以跳島戰術向菲律賓群島推進，尼米茲的太平洋艦隊也在佔領馬紹爾群島後跳越日軍中太平洋最大基地特魯克環礁，將矛頭指向馬里亞納群島，被夾擊的日本於是加強在馬里亞那群島的防務，欲使其成為最重要的「絕對國防圈」以阻擊盟軍的攻勢，為日本本土爭取時間。
盟軍也將注意力放在馬里亞那群島上，一旦佔領馬里亞那幾個大島的機場，大型遠程轟炸機B-29就可直攻日本精華的關東地區，尤其是東京，如此便可打擊日本工業及軍民士氣。在當時，B-29僅能藉助中華民國西南地區的機場從中國本土飛過戰雲密布的大陸沿海，對日本九州地區空襲，生存能力不足，力量十分有限。而且再往本州的話，由於B-29航程的限制，而未能進一步攻擊日本工業核心地區。
為奪取該群島，盟軍中太平洋戰區兼美國太平洋艦隊總司令尼米茲指派中途島戰役時表現優異的雷蒙德·阿姆斯·斯普魯恩斯（Raymond Ames Spruance）指揮第五艦隊負責掩護登陸馬里亞那的部隊並擔任戰役總指揮，登陸部隊則由第51特遣艦隊司令理查蒙德·凱利·特納（Richmond Kelly Turner）海軍中將指揮，在6月中旬進入馬里亞那海域，對附近機場、港口的飛機和船隻進行封鎖及壓制，並準備進攻塞班島，以奪取空軍基地。
在美軍進攻塞班島之際，日本即派出剛整編完成的艦隊主力，由小澤治三郎指揮的第一機動艦隊去迎戰美軍第五艦隊。當日軍察覺美軍奪佔馬里亞那的企圖，原本為抵擋麥克阿瑟戰線而發動的「渾」作戰被迫中止，作戰艦艇往北支援小澤艦隊，轉而發動日本帝國大本營苦心策劃的 「阿」號作戰——以岸基飛機與航空母艦機動艦隊挑起海上大決戰，以一口氣打敗盟軍主力艦隊來扭轉劣勢。
另一方面，日本在作戰經驗中剛領悟航空母艦在海戰中並非只有輔助，而是不可取代的強大地位，日本海軍也放棄了大艦巨砲主義，在1944年上半終於首次將航空母艦的編制列在戰艦之上，但此措施已經落後美國兩年半，使得在接下來的海戰中日軍航空母艦的作戰能力遠不如美國。另一方面，同時日軍也在馬里亞那部署數百架戰機，這一塊則由第一航空艦隊司令角田覺治中將指揮，但在盟軍第五艦隊到來後在接觸戰的時候便失去大半實力。接下來的海戰之中更是不堪一擊，只能任由盟軍殲滅。

## 硝煙瀰漫

菲律賓海海戰示意圖，小澤本想在日軍艦隊與太平洋島嶼之間，將美軍引誘進來反覆攻擊，但遭美軍優秀的空防能力擊敗。

斯普魯恩斯的第五艦隊、特納的聯合遠征軍部隊在進入該海域時即有效壓制日軍的航空兵力，6月13日斯普魯恩斯雖然自潛艇部隊收到日本艦隊出動的情報，由於斯普魯恩斯推斷在17日前都不會與日本艦隊接觸，因此斯普魯恩斯仍在14日指揮第五艦隊主力第58特遣艦隊其中的第1與第4支隊前去攻擊硫磺島與小笠原群島的父島，把北面的敵軍戰機清除殆盡。
15日美軍在聯合遠征軍部隊司令特納指揮下順利登陸塞班島，原本認為日軍無力增援的斯普魯恩斯發出18日登陸關島的命令，不料同日18時35分，美國潛艦飛魚號(USS Flying Fish SS-229)在聖貝納迪諾海峽發現一支日本艦隊；19時45分，另一艘美國潛艦海馬號(USS Seahorse SS-304)在菲律賓蘇里高海峽北部岷答那娥附近也發現另一支日本艦隊；17日夜裡，又一艘美國潛艦傳來接觸報告。
依此大量的接觸情報來看，斯普魯恩斯確認日軍支援馬里亞那的企圖，由於雙方艦隊18日時極可能接觸，於是斯普魯恩斯推遲登陸關島的時程，17日召回剛擊潰硫磺島及父島航空兵力的第1與第4支隊，並從特納的聯合遠征軍艦隊抽出8艘巡洋艦、21艘驅逐艦來強化第58特遣艦隊的軍力，聯合遠征軍的登陸艦隊則先開往東方海域避風頭，第58特遣艦隊則準備與日艦隊接戰。潛艇的大量接觸情報使斯普魯恩斯以為日本至少動用兩支艦隊，一支先誘開第58特遣艦隊，另一支趁機攻擊賽班島的美軍登陸部隊。於是斯普魯恩斯下令確切掌握日本艦隊位置之前，第58特遣艦隊不得遠離賽班島。一般認為此決定過於保守，使得該海戰美軍無法給予日軍更大的打擊。
18日中午，第58特遣艦隊集結完畢，斯普魯恩斯移交戰役指揮權給第58特遣艦隊指揮官马克·米切尔中将，隨後其全部五個特遣群共十五艘航空母艦擺開陣勢，其中以七艘戰鬥艦為主的第7支隊擺在日本艦隊與四個航艦特遣群之間，以防日本水面艦隊接近美國航空母艦（有人認為這是給落居海戰配角的戰艦艦隊一次戰列決戰的機會。），除掩護第7支隊的第4支隊航空母艦外，其餘第1、2、3支隊皆部署在戰艦艦隊東方，擋在塞班島西側，準備面對日軍攻擊的到來。
15日晚上6時被美國潛艦飛魚號於聖貝納迪諾海峽發現的就是日本艦隊主力—第一機動艦隊（由小澤指揮），而15日晚上7時在民答那峨被美國潛艦海馬號發現的另一支日本艦隊就是先前參與「渾」作戰計畫的第一機動艦隊另一部分兵力，他們在接獲「阿」作戰計畫命令後立刻終止「渾」作戰，趕赴北方與小澤會合。第一機動艦隊（以下稱小澤艦隊）其中共有九艘航空母艦，搭載四百餘架飛機，艦隊還有五艘戰艦（包括兩艘世界最大的大和級戰艦），分為由小澤親自率領的甲隊、城島高次海軍少將的乙隊，以及在往後雷伊泰灣海戰中因帶領主力艦隊進行「充滿迷團的反轉」而成名的栗田健男中將所率領的前衛艦隊。雖然與當時世界海軍第二強的英國皇家海軍任何一支艦隊相比都毫不遜色，但面對當時世界最強大的美國海軍第五艦隊卻顯得黯然無光。
小澤並未如同斯普魯恩斯所設想採取分兵合擊策略，而是打算利用日本在關島、羅塔島等地設有航空基地的地利之便，將艦隊部署在美國艦載機打擊半徑以外，同時日本艦載機起飛攻擊美艦隊，在穿越美軍艦隊後，繼續飛行至羅塔島與關島等地降落加油掛彈準備下一波，如此來回反覆攻擊，就能大大延長日本艦載機的打擊範圍，而美國艦隊則無法攻擊日本艦隊，同時，小澤也寄望角田的岸基飛機助他一臂之力，抵銷美國艦載機的數量優勢。
這在戰術上是沒有問題的，但馬里亞那群島的日本守軍指揮齊藤義次隱瞞美國艦載機已重創角田航空隊的事實，未告知小澤真實情形，而且支援能力和資源其實相對不足下，使其未掌握其與美方的實力對比。隨著小澤艦隊進入菲律賓海，雙方艦隊發覺彼此的存在後，這場史上最大的航空母艦戰役與艦載機空戰，即將拉開序幕。

## 馬里亞那獵火雞大賽

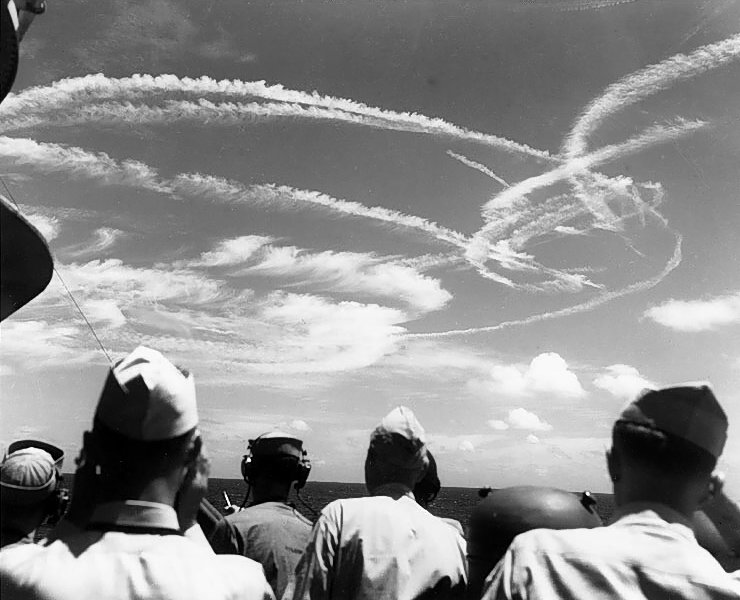
1944年6月19日，美軍戰鬥機劃破第58特混艦隊頂上的天空

從中途島的經驗看來，對已知或未知的敵人艦隊展開搜索與監視，從而得知敵艦隊位置、動向是必要的，因此小澤艦隊18日即派出42架偵察機出動搜索，並加上馬里亞那方面的回報，在與第五艦隊保持距離的同時仍充分的掌握美軍位置。同日夜間，第58特遣艦隊指揮官米契爾，力主美軍連夜西進，發現日本艦隊後就全力將其消滅決一死戰，並同時與第58特遣艦隊第7支隊司令威利斯·李（Willis Augustus Lee, Jr，時任海軍中將）討論連夜進擊與日本展開夜戰的可能，但斯普魯恩斯仍一如以往謹慎，不以殲滅日本艦隊而以掩護塞班為重，下令第58特遣艦隊白天西進，晚上便東撤，不得離開能支援塞班的距離，採取保守防禦的態度，而非像其在中途島時冒險發出關鍵一擊，他按兵不動，使美軍上下飛行員大失所望。
19日凌晨4時20分，小澤再度派出43架偵察機對整個區域做掃視，清楚掌握美國艦隊動向。此時斯普魯恩斯仍不清楚小澤艦隊位置，小澤則不但知道美軍在哪裡，也曉得美軍已經進入日機攻擊半徑，但本身則還未進入美機打擊範圍。既然斯普魯恩斯未能掌握小澤艦隊位置，就先命令米契爾消滅在馬里亞那已知的敵機力量，與小澤決戰之前先解決這方面的敵人，美軍專注在島上對付日本駐軍的策略，意外使得日軍被分散而無法互相支援。該日早晨第五艦隊已擊垮了馬里亞那的日本航空兵力，並開啟當日11小時激烈空戰的序幕，同時對關島與羅塔島的日軍飛機壓制，之後小澤艦隊的飛機即使成功穿越美軍艦隊前往馬里亞那，也會在降落時被美機重創。不過即使美軍要先對付馬里亞那方面，但他們規劃在航空母艦飛行甲板上，仍保留足夠飛機隨時應付小澤的進攻，這決定讓美軍的航艦得以在之後日軍攻擊下自保。
從19日上午正當第五艦隊不斷搜尋小澤艦隊行蹤之際，小澤已於8:30派出栗田前衛艦隊的飛機共69架發動第一波突擊，8:56從主力的甲隊派出最大的一波攻勢共128架作為第二波，10:00自乙隊派出47架飛機作第三波，11:00又從甲乙兩隊發出82架飛機作為當日上午最後一波，四波共326架，企圖以大量的戰機一舉擊破米契爾的空防。

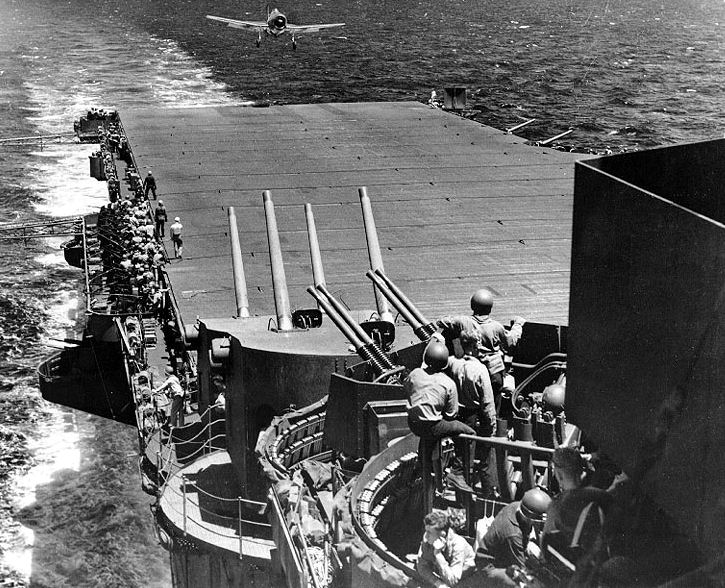
一架美軍F6F地獄貓戰鬥機正在第58特混艦隊旗艦列辛頓號航空母艦降落

19日9:50，第一波日機被美軍戰艦雷達發現，米契爾於10分鐘內出動240架飛機（此快速動員艦載機記錄至今未破），但是時間仍然很短，照過去情況，雙方原本在遭遇時，美軍飛機因為較重應還無法爬升至日機高度，也就是說，這些美軍飛機得眼睜睜看著日機從其上方呼嘯而過卻無法攔截，但日機出於自身無線電性能落後，使日軍要浪費關鍵的10分鐘對機群重新調整互相掩護，使美軍有時間迅速爬升至與日機相同的高度，並以監聽日機指揮官指令改變攔截戰術，接下來，以F6F地獄貓戰鬥機和F4U海盜式戰鬥機為主的美機對已顯得落後的日本飛機進行攔截，日機主力零式太平洋戰爭初期所向披靡，但此時也已非美國地獄貓式战斗机和海盗式战鬥机的對手，飛機數量、性能及自中途島戰役後因為日軍飛行員生存率過低而逐漸拉大的雙方飛行員質素，使日機完全無法應付美機的攻擊，連接近美軍航空母艦都沒有可能，但只見日軍仍拼死對前方的美軍戰艦群進攻。
但美軍還有其他招數，使用新型防空砲彈—近炸引信砲彈，此種砲彈可以偵測飛機是否進入其爆炸殺傷範圍，一旦進入其爆炸殺傷範圍即會引爆，效率為傳統防空砲彈數倍，太平洋戰爭後期有一半高砲擊落的飛機是因為使用近炸引信砲彈的緣故，在隔年日本發動「神風」自殺攻擊時發揮關鍵作用，使得日機攻擊美艦的難度加大。在美國戰機與美艦強大防空火砲之攔截下，日本第一波攻擊機群損失42架，僅3、4架飛到第7支隊上空並命中南達科他號戰艦一枚炸彈，而最終沒有一架飛到美國航母上空。

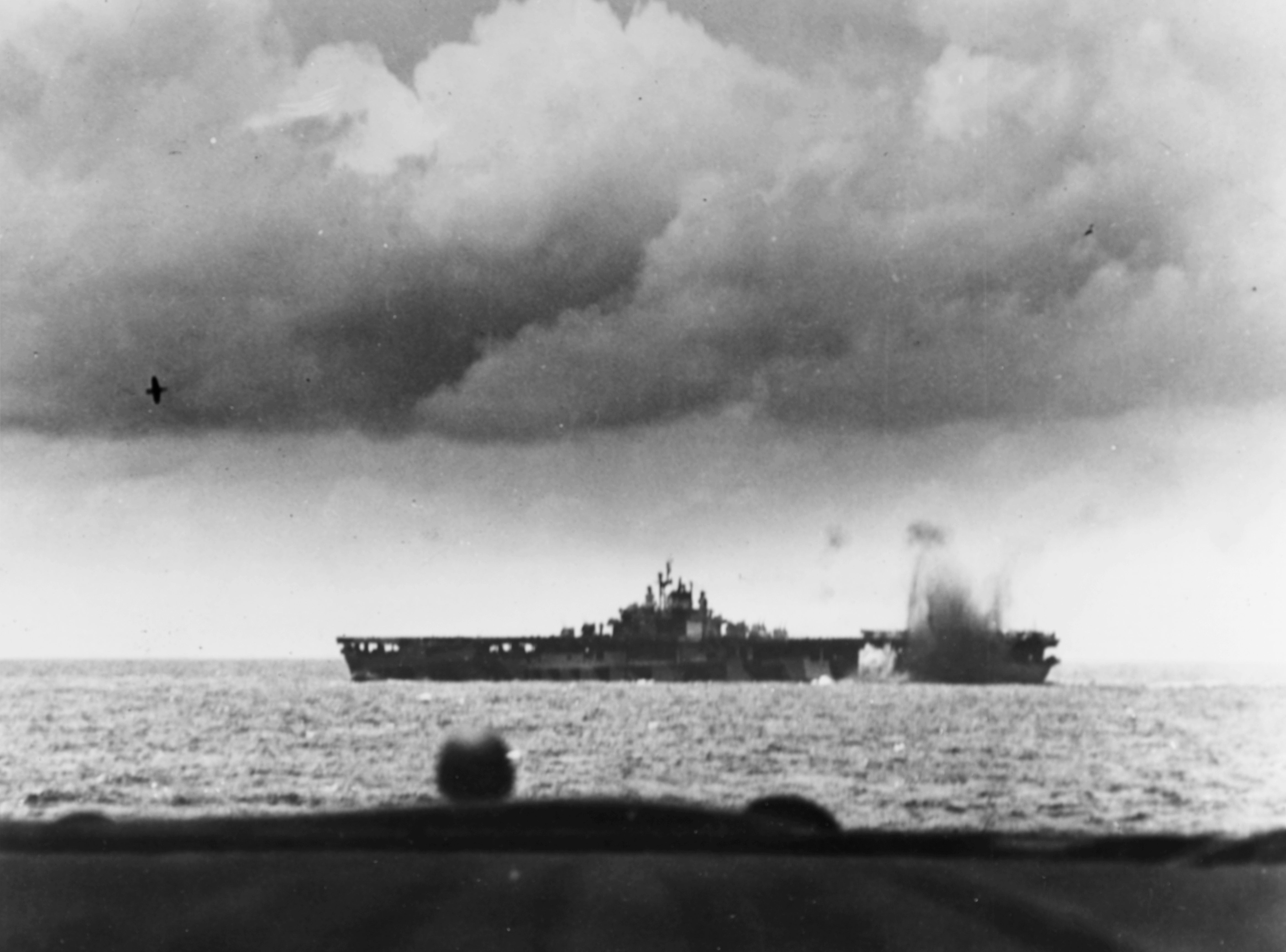
在1944年6月19日的空戰中，美軍碉堡山號航空母艦差一點被一枚从日軍D4Y彗星俯衝轟炸機投下的炸彈炸中，左側空中的是被打掉機尾急速墜落的某型日本飛機

11時39分，規模最大的日機第二波攻擊再度被美國戰機攔截，美國F6F与F4U戰機士氣高漲，圍著技術欠佳、性能落伍的日機窮追猛打，演變成空中大屠殺，至少70架日機在這波攔截中被擊落，同時美軍以當時其中一名飛行員的興奮之語：「媽的！這好像傳統的射火雞大賽喔！（原話："Hell, this is like an old-time turkey shoot!"）」將當日的空戰命名為馬里亞那射火雞大賽（The Great Marianas Turkey Shoot）。20架日機突破重圍，14架接著又被第7支隊的防空砲火擊落，一架天山魚雷機撞上戰鬥艦印第安那號水線附近，但魚雷未爆炸；另有6架彗星俯衝轟炸機在正午時對第2支隊展開攻擊，一枚炸彈在胡蜂號上空爆炸，兩枚炸彈在碉堡山號近處海中爆炸，兩艦受損輕微。第3支隊遭受幾架魚雷機攻擊，企業號躲掉一枚魚雷，其他飛機則被美國防空砲火打退。總計第二波日機128架共折損97架，另外僥倖逃生的31架則返回小澤艦隊，而美軍卻幾乎未受損失。

## 雙狼逞兇
雖然第58特遣艦隊的艦載機取得對日本艦載機的壓倒性勝利，可是始終未能發現小澤艦隊並給予打擊，當第58特遣艦隊不斷承受小澤艦隊攻擊而未能反擊之際，美軍的潛艇部隊挺身而出，扮演身為水下殺手的關鍵狼群。
正當19日8時美日艦載機還未遭遇前，青花鱼号潜艇潛航時發現了小澤艦隊的甲隊，盯上日艦中最大的航空母艦大鳳號。青花魚號於上午9時正要對大鳳號發射魚雷時，魚雷射控電腦失靈，只能目視發射6枚魚雷，之後被日軍驅逐艦攻擊而下潛逃離，首次攻擊宣告失敗。一名日軍飛行員俯衝引爆其中一枚魚雷，其他被閃開，只有一枚擊中大鳳號，由於該艦裝甲雄厚，特別注重防禦能力，因此當時並未造成太大的影響，但畢竟這艘航空母艦是針對太平洋戰爭初期美軍頗強的俯衝轟炸攻擊而針對進行上部防護設計，水線下的艦身對魚雷防護不足，這個隱憂會在之後顯現出來。
中午時分，美軍有名的棘鰭號潛艦闖入了小澤艦隊的甲隊艦群中，當時翔鶴號航空母艦因為正進行收回飛機的作業，無法機動規避魚雷攻擊，棘鰭號發射的6枚魚雷至少有3枚命中翔鶴號，使翔鶴號立時失去戰力，並在當日14:32分沈沒。而先前遭魚雷命中的另一艘航空母艦大鳳，也在下午三時出現異變，該枚魚雷當時擊損大鳳號的油管，使油氣自管內外洩，瀰漫了整個航空母艦的艦體，直到下午三時都未修復，因為油氣濃度過高，艦內人員不慎引起火花，使艦內燃起大火，同時引爆了彈藥庫，使大鳳號腹部接二連三發生爆炸，使小澤不得不放棄自己的旗艦大鳳號，移乘重巡洋艦羽黑離開，但其通訊設施遠不足以擔任旗艦的重要位置。同時由於移乘造成的混亂，小澤並未得知其飛行員的下場，還因為日軍飛行員那自欺欺人的謊報，以為美國艦隊受到嚴重打擊。同日18:28分，大鳳號也隨翔鶴號長眠菲律賓海。
正當小澤自己的兩艘大型航空母艦重傷時，日本艦載機還正飛向馬里亞那去攻擊美軍，日方第三波機群47架並未順利找到目標，在返航途中於12時55分與第7支隊接觸，還有一些曾飛到第4支隊上空，但都沒有任何戰果，共7架日機被擊落，是當天日機攻勢中損失最少、戰果也最小的一波。
第四波攻擊機群82架於14時飛抵預定海面，也沒發現美艦，因為航母已經受到重創，便分成三路移動到駐島基地做降落。第一路12架飛往羅塔島途中發現第2支隊，其中6架被F-6F擊落，剩餘6架投下至近彈擊中胡蜂號與邦克山號，造成再度對其輕微損傷。另18架來自瑞鶴的機群也被美機攻擊，損失9架。最大批49架日機拋棄炸彈飛往關島準備降落，被第58特遣艦隊發現，便派出27架F-6F加以攔截。美機特意在日軍機降落時發動突擊，30架日機被擊落，其餘19架落地後也遭到嚴重破壞而報銷。總計第四波82架最後僅9架能升空再戰。

## 美軍遲來的追擊

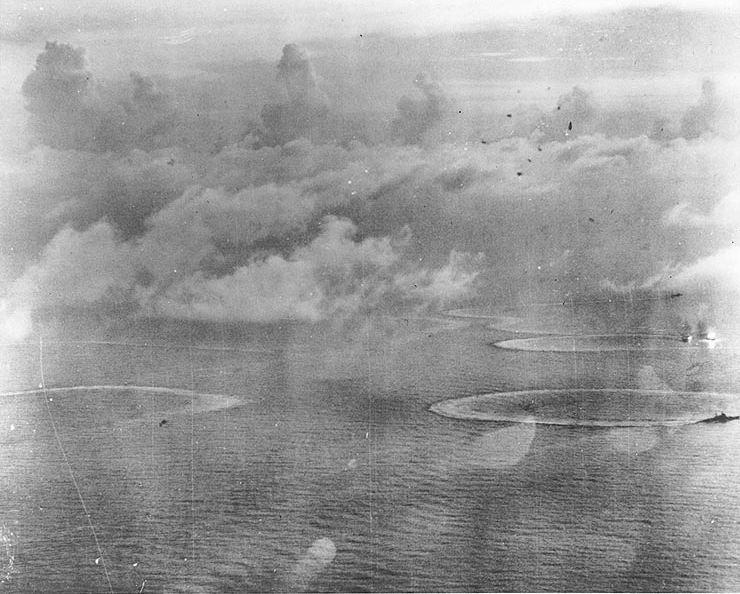
1944年6月20日黃昏，被美國海軍第58特混艦隊艦載機攻擊的日本帝國海軍第3艦隊，最接近鏡頭在打圈的是重巡洋艦鳥海號或摩耶號，在前面的是輕型航空母艦千代田號

19日當天戰鬥結束時，戰役結果已大致分曉。小澤艦隊被美國潛艦擊沉兩艘精銳大型航空母艦，派出的326架艦載機中僅130架返回日本航空母艦，損失196架，加上角田在關島折損的50架，以及稍晚隨大鳳、翔鶴沈沒的飛機，日本總損失315架。美方取得史上最大艦載機空戰的壓倒性勝利，空戰中僅僅損失23架，6架飛機在操作意外中損毀，此外僅有兩艘航空母艦、兩艘戰艦受到輕微損傷。原本美軍第58特遣艦隊19日白天還不斷派出偵察機，欲尋找日本艦隊並殲滅之，但在小澤艦隊的戰術使用下，而美軍未成功探查到日艦的蹤影，美軍只進行了大型空戰並取勝，而同日15時左右，原本設想日本「分兵合擊」的顧慮逐漸消除，斯普魯恩斯終於准許米契爾第二天朝日本艦隊前進。鑑於飛行員已在白天的空戰中消耗不少體力，米契爾並未在夜間派出偵察機，所以19日晚間雙方沒有交戰。
美軍到20日上午後，一面西進一面派機偵察，也仍一無所獲。這是因為19日夜間小澤艦隊轉往西北，暫時避開跟第58特遣艦隊的接觸並進行加油，小澤意圖第二日早上再度派出其剩餘百餘架的艦載機，同時聯合已飛往馬里亞那加油添彈的艦載機一同襲擊美艦（但其實大部分飛往馬里亞那的艦載機已被擊落）。同日上午，小澤再移乘其所在的甲隊唯一剩餘的航空母艦瑞鶴指揮，此時由於通訊改善，下午1時，小澤終於得知前一天空戰的結果，由於大量艦載機損失，小澤僅剩百餘架飛機可以出擊，即使如此小澤也不知道美軍傷亡情況，仍打算協同陸基航空隊對美軍再進行一次打擊，小澤正決斷之時，前衛艦隊司令栗田自旗艦愛宕號重巡洋艦向小澤通報：美第58特遣艦隊向己方逼近，距離已不到300海里。日軍與美軍雙方即將接觸。
15:40分，企業號的一架偵察機發現小澤艦隊，自海戰展開30個小時以來，第五艦隊終於首度發現一直躲藏在偵察距離外的敵艦隊。可時機卻極為尷尬，因為雙方艦隊距離275海里，第58特遣艦隊若發動進攻，則其艦載機將面臨危險的夜間降落。米契爾雖然左右為難，但為免坐失戰機，依舊下令出擊。
16:21分，第58特遣艦隊第1、2、3支隊（除掩護第7支隊戰鬥艦的第4支隊外）派出216架飛機進攻，發動這場海戰中第五艦隊唯一一次的攻勢。16:15分日軍方面也發現美艦隊，17點25分甲隊唯一的航空母艦瑞鶴出動7架魚雷機去攻擊，前衛部隊的栗田中將也因為收到夜戰命令而向東進。但美軍飛機提早起飛，已先趕到日艦上空，開始攻擊日艦。
18:40分，美機抵達補給艦隊上空，重創兩艘油輪，兩艦後來都被迫自沉。隨後一心想尋找日本航空母艦的美機群繼續飛到日本艦隊上空，想趁日落前展開匆忙的攻擊。中型空母飛鷹號被一枚魚雷擊中，引發大火，2小時後沈沒，而空母隼鷹、龍鳳、千代田、瑞鶴、戰艦伊勢、重巡摩耶都被炸彈擊傷，其中小澤的旗艦瑞鶴傷勢較重，一度下令棄船（不過後來又修復並參加雷伊泰灣海戰）。日本在這波攻擊中又損失65架飛機，美國則損失20架。被美機襲擊後，小澤下令艦隊在夜色中向西北各自高速逃脫，並拋棄補給艦隊，由於小澤下令各艦自行運動及美國艦載機攻擊過於匆忙，因此美軍這波攻擊成果並不特別出色。
20時45分，燃料即將耗盡的大批美機在夜色中回到艦隊上空。雖然米契爾不惜冒著被日軍潛艇攻擊的危險，下令整個艦隊打開照明，航空母艦以探照燈直射天空，驅逐艦也發射照明彈，但由於各機油料殆盡，加上200架飛機同時聯絡艦隊所造成的通訊混亂，許多飛行員無視於降落信號燈官的指令爭先恐後地撲向甲板，仍然導致許多混亂與意外。在此回混亂的夜間降落中，美軍損失80架戰機，反而比當日日機的損失還多。諷刺的是，日本聯合艦隊的全力攻擊只使美軍損失40架飛機，竟不及夜間降落危險性對美軍的傷害。

## 結局
由於驅逐艦徹夜搜索因為油料用盡而墜海的飛行員，因此僅49名飛行員在夜間降落中喪命（仍比日本艦載機攻擊與空戰的陣亡的27人多）。而且搜救行動造成的混亂使第58特遣艦隊幾乎停止反潛作業，幸虧艦隊未受日軍潛艇攻擊，卻又再耽擱寶貴的2小時才繼續前進。另外當晚19點40分左右，聯合艦隊長官豐田副武大將向小澤發佈脫離與美軍接觸的命令，小澤便中止「阿」號作戰撤退了。因為日艦隊不打算繼續再戰，而且第58特遣艦隊花太多時間於搜救，追擊無法成功，海戰因此結束。
美國第五艦隊第58特遣艦隊在這場海戰中，重創日本海軍主力第1機動艦隊的空中武力，一舉奪得西太平洋的制海權，同時鞏固在塞班建立起的陣地，美軍僅付出76人陣亡、損失123架飛機、四艘軍艦輕傷的極小代價，給予敵人三艘航空母艦、兩艘油輪及600架飛機、絕大部分航空人員陣亡的傷害。雖然無法再給予敵人更大的傷害，仍是一場決定性的大海戰，使艦人皆失的日本航空母艦部隊徹底喪失與美軍抗衡的能力，只能在4個月後雷伊泰灣海戰中成為誘餌，然後被全數殲滅。以後馬里亞那完全被美軍控制，如同兩週前盟軍諾曼第登陸突破納粹德國的大西洋壁壘一般，日本「絕對國防圈」遭突破，美國陸軍航空兵的大型遠程戰略轟炸機B-29進駐馬里亞那，得以投下大量凝固汽油彈對日本本土進行戰略轟炸，從而可以直接削弱日本的軍事工業系統，直到日本投降。

## 勝敗原因

### 小澤治三郎司令部

#### 指揮官的能力
日軍失敗的原因之一是機動艦隊司令小澤治三郎中將的對航母的使用能力不足。根據空軍參謀長田中正臣的說法，小澤將軍對飛機絕對缺乏知識，這不是機動艦隊指揮官而是艦長擁有的知識水平，以及訓練和績效的意義。他不熟悉此事，沒有工作人員可以協助他就小澤將軍發表意見。此外，小澤將軍在這次行動中在旗艦上放了一支軍樂隊，他堅信無論他做什麼，這都是一場胜利的戰鬥。海戰失敗後，第二航空戦隊的航空參謀奥宮正武（Masatake Okumiya）聽到了小澤司令部高級參謀長的話，“贏或輸是時間的運氣”，並說當時正是小澤司令部的氣氛。此外，“在菲律賓海戰中，小澤總司令的戰略（好的戰略）是很好的，但是有一種理論認為，航空兵並沒有能力，但是我不同意。第一线部隊指揮官的主要責任是贏得戰鬥或獲得值得犧牲的相称結果。”他說。

#### 突圍戰術
另一方面在美軍看來，小澤在這次行動中採取的突圍策略沒有成功，導致了巨大的犧牲，被盟軍嘲笑為"馬里亞那射火雞大賽"（The Great Marianas Turkey Shoot）。但需要指出小澤治三郎中將作戰的思路正確，原本採用的遠距離戰術理論上是有效的，但美國海軍早已並非以戰艦為主，更已經完成了一套新式航母防禦體系，使得日軍反而損失慘重；同時日軍新手飛行員此時低下的素質也難以有效落實這一戰術。

### 戰力差距

#### 航空戰力
空軍存在決定性差異，日方為498架，美方為901架。 從1943年底到1944年初，日本海軍航母艦隊在東南行動中已經精疲力盡，幾乎無法進行訓練，因此沒有足夠的訓練來進行此項行動。
日本海軍精英飛行員早在中途島海戰、聖克魯斯群島戰役、拉包爾空戰中大量損失。新手飛行員又因人力和物力的差距導致訓練不足，其引以為傲的海軍航空隊早已名存實亡。
在工業上來說美國是一個軍事工業兼本土資源強國，而日本的軍事工業相對較少，尤其本土資源極為不足，日本海軍高層仍迷信過時的大艦巨砲主義而不是增建航空母艦和擴大招募及加強訓練飛行員，導致日本海軍整體實力不足，直至在中途島海戰的失敗和日本海軍高層意識到航空母艦的多用途都太遲了。
另外日本航空工業技術的不成熟，艦載機普遍缺乏防彈能力，漠視飛行員生命而多人戰死，導致素質驟降。而日本海軍航空兵的零式戰鬥機雖然在戰爭前期擁有壓倒性的優勢，但在面對美軍的1943年服役的新型艦載機F6F地獄貓戰鬥機時，零式戰鬥機到1944年相比已变成現在動力不足，脆弱且基本上已經過時的機種，其後繼新型戰鬥機烈風由於在選用引擎上有所爭議，以及日本海軍過高的性能要求，遲遲無法投入量產，最終導致日本海軍必須使用舊型機種迎戰盟軍的新銳機種。

#### 防空戰力

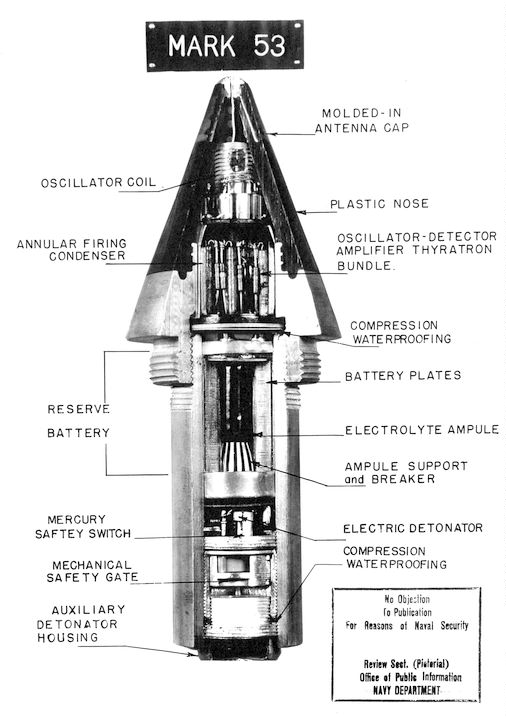
VT引信（MARK53型新引信）

此外，從1943年底起，即使防空砲彈沒有擊中，只要砲彈通過目標附近，VT新引信就會自動爆炸。 結果，與常規砲彈相比，防空火力的作用增加了兩倍。 美國軍方估計它的作用大約是三倍。
使用了高效率的近發引信防空火炮砲彈下，以及先進的雷達和新型的F6F地獄貓戰鬥機，再加上美國採用創新的戰術，以第一線的飛機進行攔截日本的戰機，當日本戰機闖入航母範圍，第二線的戰艦、巡洋艦、驅逐艦以防空炮火掩護航母，以免被戰機擊沉。這樣的戰術奠定現代航母的編制; 美軍優秀的防空和日軍機體的脆弱所造成的自暴其短令日本慘受致命損失，導致整體戰術的失敗。而美國海軍在中途島海戰吸取到教訓後，逐步換上了新式武器以及大量投入潛艇來反擊，並在優秀的工業力與物資優勢下，日本「絕對國防圈」就此被突破，讓盟軍得以入侵、登陸。

## 戰鬥序列

### 美國方面
第五艦隊總司令：雷蒙德·斯普魯恩斯海軍中將 旗艦：印第安那波利號重巡洋艦(CA-35) 下轄第51特遣艦隊(TF-51)、第58特遣艦隊(TF-58)
- 第58特遣艦隊總司令：馬克·米契爾海軍中將 旗艦：列克星敦號航空母艦(USS Lexington,CV-16)
  - 第1支隊：克拉克海軍少將(Rear Adm. Joseph J. Clark)指揮
    - 轄大型航空母艦大黃蜂號(USS Hornet,CV-12)(旗艦)、約克鎮號(USS Yorktown, CV-10)，貝勞森林號航空母艦(USS Belleau Wood,CVL-24)、巴丹號航空母艦(USS Bataan,CVL-29)， 3艘重巡洋艦、1艘輕巡洋艦、14艘驅逐艦。

  - 第2支隊：蒙戈馬利海軍少將(Rear Adm. Alfred E. Montgomery)指揮
    - 轄大型航艦邦克山號(USS Bunker Hill, CV-17)(旗艦)、胡蜂號(USS Wasp, CV-18)，蒙特利號航空母艦(USS Monterey,CVL-26)、卡伯特號航空母艦(USS Cabot,CVL-28)， 3艘輕巡洋艦、12艘驅逐艦。

  - 第3支隊：瑞佛斯海軍少將(Rear Adm. John W. Reeves)指揮
    - 轄大型航空母艦企業號(USS Enterprise,CV-6)(旗艦)、列星頓號航空母艦(USS Lexington,CV-16)，普林斯頓號航空母艦(USS Princeton, CVL-23)、聖賈辛托號(USS San Jacinto CVL-30)，4艘輕巡洋艦、13艘驅逐艦

  - 第4支隊：赫利爾海軍少將(Rear Adm. Willian K. Harill)指揮
    - 下轄大型航空母艦艾塞克斯號(USS Essex,CV-9)(旗艦)，蘭利號航空母艦(USS Langley CVL-27)、科本斯號航空母艦(USS Cowpens CVL-25)，4艘輕巡洋艦、14艘驅逐艦。

  - 第7支隊：威爾斯.李海軍中將指揮
    - 下轄战列舰華盛頓號(USS Washington,BB-56)(旗艦)、北卡羅來納號(USS North Carolina,BB-55)、愛荷華號(USS Iowa,BB-61)、新澤西號(USS New Jersey,BB-62)、南達科他號(USS South Dakota,BB-57)、阿拉巴馬號(USS Alabama,BB-60)、印第安那號(USS Indiana,BB-58)， 4艘重巡洋艦、14艘驅逐艦。
- 第58特遣艦隊配署427架F-6F-3地獄貓戰機427架，SBD-3/5無畏式俯衝轟炸機59架，SB-2C-1C地獄俯衝者式(Helldivers)俯衝轟炸機174架， TBF/TBM-1C魚雷機189架，24架F-6F-3N夜間戰鬥機24架，F-4U海盜式戰鬥機3架，共894架。
- 第51特遣艦隊總司令：理查蒙德·凱利·特納海軍中將 旗艦：洛磯山號指揮艦（英语：USS Rocky Mount）

### 日本方面
第三艦隊 第1機動艦隊（中大型航空母艦5艘、小型航空母艦4艘 零式戰機225架、彗星轟炸機99架、九九式轟炸機27架、天山式攻擊機108架、九七式艦載攻擊機、二式艦載偵察機等，共498架）
司令長官：小澤治三郎中將
甲部隊 小澤治三郎中將
- 第一航空戰隊（小澤中將直率）
  - 航空母艦：大鳳、翔鶴、瑞鶴
  - 第五戰隊 重巡洋艦：妙高、羽黑
  - 第十戰隊 輕巡洋艦：矢矧 
    - 第十駆逐舰队：朝雲、（風雲）※风云在6月8日沉没
    - 第十七駆逐舰队：磯風、浦風、（雪風、谷風）※雪风在扫雷活动中触礁 无法给舰队护卫 谷风在6月9日被美军潜艇鱼雷击沉
    - 第六十一駆逐舰队：初月、若月、秋月
    - 附属舰队：霜月

乙部隊 城島高次少將 
- 第二航空戰隊 
  - 航空母艦：隼鷹、飛鷹
  - 小型航空母艦：龍鳳
  - 戰艦：長門
  - 重巡洋艦：最上
    - 第四駆逐隊舰队（第十戦隊）：満潮、野分、山雲
    - 第二十七驱逐舰队（第二水雷战队）：時雨、五月雨、（白露）※6月15日白露与油轮清洋丸号相撞沉没
    - 第二驱逐舰队（第二水雷战队）：秋霜、早霜（在护卫补给部队后与友舰会和）
    - 第十七驱逐舰队（第十战队）：浜風（在护卫补给部队后加入）

前衛（第二艦隊） 栗田健男中將 
- 第一戰隊（宇垣纏中將） 
  - 戰艦：大和、武藏
- 第三戰隊（鈴木義尾中將） 
  - 戰艦：金剛、榛名
- 第三航空戰隊 
  - 小型航空母艦：瑞鳳、千歲、千代田
- 第四戰隊（栗田中將直率）
  - 重巡洋艦：愛宕、高雄、鳥海、摩耶
- 第七戰隊
  - 重巡洋艦：熊野、鈴谷、利根、筑摩
  - 第二水雷戰隊 輕巡洋艦：能代
    - 第三十一駆逐舰队：長波、朝霜、岸波、沖波
    - 第三十二駆逐舰队：藤波、浜波、玉波、（早波）※早波在6月9日被美军潜艇鱼雷击沉
    - 附属舰队：島風
- 第一航空艦隊 第五基地航空部隊
司令長官：角田覚治中将 参謀長：三和義勇大佐
  - 第二二航空戦隊
  - 第二三航空戦隊
  - 第二六航空戦隊
  - 第六一航空戦隊
  - 守备队30000人

亚普岛和关岛的大多数空中单位都被美军在塞班岛和天宁岛起飞的飞机的空袭摧毁

## 資料來源
- 世界軍武發展史：航空母艦篇 袁玉春、田小川、房兵 編著
- 太平洋戰爭 美日對決 突擊系列叢書
- 亚洲历史资料中心 （页面存档备份，存于）

## 外部連結
- WW2DB: 馬里亞納群島戰役（页面存档备份，存于） （英文）